# Mazdaznan
Mazdaznan is een leefwijze die zich richt op lichamelijke en geestelijke gezondheid. Een mazdaznan streeft naar de volmaaktheid van lichaam, ziel en geest. De gezondmaking van het lichaam is vereist om het dienstbaar te maken aan de geest. Het woord Mazdaznan is afgeleid van het Perzische 'Mazda' en 'Znan' en wordt verondersteld 'meesterdenken' te betekenen. In het zoroastrisme is Ahura Mazda de naam van het opperwezen. 

## Leefwijze
Omdat mensen lijden aan allerlei kwalen was een optimale gezondheid noodzakelijk. Mazdaznan bood een breed scala van therapiemogelijkheden die te maken hebben met ademen, voeding, oefening en gebed:
Ademen
De ademoefeningen waren in de vorm van yoga-achtige houdingen. Deze 'Egyptische oefeningen' gingen gepaard met gecontroleerde ademhaling. Het motto 'Breath is Life' werd bereikt met neuriën en zingen. Doel was het stimuleren van de bloedsomloop en de klieren. In de tijd van het interbellum waren de klieren van bijzonder belang. De beweging in Nederland was dan ook aangesloten bij de Broederschapsfederatie. De klierkunde beschreef hoe hersenen en zintuigen door adem- en lichaamsoefening wakker en alert konden worden gemaakt. Daardoor kon een verhoogde staat van geestelijk onderscheidingsvermogen op gang komen. In de panopraktiek werd aangegeven hoe met rugmassage een volledige ademhaling kon worden bereikt.
Voeding
Bij de voeding stond het vegetarisme centraal. Vlees en te lang gekookt en modern voedsel werden beschouwd als slecht en zouden leiden tot ziekte en ongeluk. Door het eten van vlees van (lagere) dieren zou een verdere spirituele vooruitgang worden geremd. Hanish en anderen achtten het vermijden van constipatie noodzakelijk om de heropname van afvalproducten in de bloedstroom te voorkomen. Het lichaam moest daarom worden ontgift.
Zelfregulering en autonomie
Het centrale doel van zelfregulering en autonomie kon worden bereikt door middel van zelfdiscipline en controle. Dit gold voor zowel opvoeding, seksuele relaties en lichamelijk functioneren. De spirituele wijsheid en de kennis der natuur van Zarathustra was het uitgangspunt.
In de geschriften van Hanish is Christus een gerespecteerde figuur, wiens leven een nieuwe uitleg vroeg, aangezien zijn ware boodschap verloren was gegaan of verdraaid was door het orthodoxe christendom. De nieuwe uitleg was dat er niets in religie zou moeten zijn dat strijdig is met logica of wetenschap.

## Otto Hanish

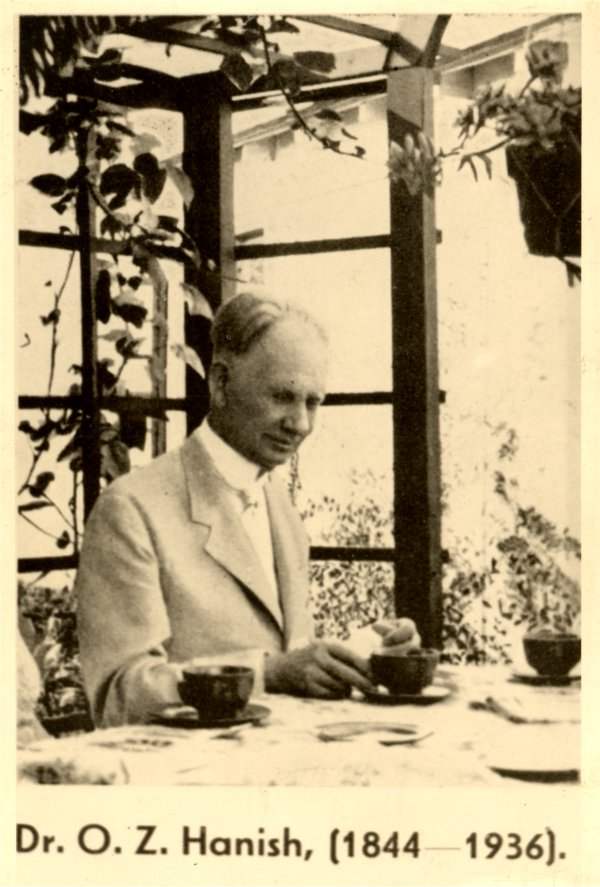

De mazdaznanbeweging ging rond 1900 uit van Otto Hanisch (Posen, 1844 – Los Angeles, 1936). Over Hanish is zeer weinig met zekerheid bekend. Hanish liet zich Otoman Zar Adoesjt-Hanisj noemen. Na zijn emigratie naar de VS in 1890 sloot hij zich aan bij de Mormonen. Hij stichtte rond 1890 het eerste Mazdaznancentrum in Chicago (Mazdaznan Peace Center). In Chicago zou hij rond 1900 zijn doctoraat in de geneeskunde (MD) behalen en waar hij een lezing gaf over vegetarische voeding en het reinigen van de dikke darm. In 1900 werd de Mazdaznan Temple Association of Associates of God opgericht met het hoofdkantoor in Chicago. Sinds 1998 is de officiële naam The Mazdaznan Temple Association. Hanish zou volgens eigen zeggen op een reis door Perzië ernstig ziek zijn geworden. Hij beschreef zijn leer in 1902 onder de titel 'Principes alimentaires et recettes culinaires' zodat lezers hun eigen persoonlijkheid en eigenschappen konden leren ontwikkelen. Hoewel bij Hanish ook de morele en humanitaire redenen golden, stonden de gezondheid en spirituele aspecten op de voorgrond. In Amerika groeide de Mazdaznanbeweging door de Amerikaanse lichaamscultuurbeweging die in de decennia rond 1900 ontstond. Vanaf 1907 werd zijn leer verspreid in Europese landen. In 1917 richtte hij in Los Angeles de 'Reorganized Mazdaznan Temple Association of God 's Allies' op. 
De verspreiding in Duitsland gebeurde vooral door David en Frieda Ammann. Zij waren van Zwitserse afstamming en hadden in Californië een aantal jaren een boomgaard geëxploiteerd. In 1907 werden door David Ammann verschillende vestigingen opgericht in Duitse steden. De organisatie vond plaats in lodges, zoals in Leipzig de Zarathustra Vereniging en een jaar later de 'Mazdaznan Tempel Vereniging' voor  Duitstalige landen, die vanaf 1914 de Mazdaznan Bund werd genoemd. Deze laatste had een eigen uitgeverij en postorderbedrijf voor dieetvoeding. Aan het begin van de Eerste Wereldoorlog in 1914, na de publicatie van het boek 'Inner Studies' in Leipzig, werd Ammann als ongewenste buitenlander het land uitgezet omdat er tantrische praktijken in werden beschreven. Hij keerde terug naar Zwitserland en stichtte in Herrliberg aan het meer van Zürich in 1915 een 'levensschool', die hij Aryana noemde.
Tot de mensen die cursussen gaven of lezingen hielden behoorde Bauhausleraar Johannes Itten.

## Nederland
Vanaf 1923 werd het gedachtegoed in Nederland verkondigd door Cornelis Sypkens en Stephania W. Sypkens-van Andel. Zij deden dit door het verspreiden en Nederlandse vertalingen van door Hanish geschreven werken. In 1925 zorgden zij met W. Sandberg voor het verschijnen van het eerste nummer van het blad 'Mazdaznan' als officieel orgaan der gereorganiseerde 'fezdaznan-Tempelgemeenschap' in Nederland. In het blad wordt de beweging omschreven als het alomvattend leersysteem; hier vindt zijn oorsprong elke groote leer op elk gebied: philosophie, sociologie, wetenschap, religie; zarathustrisme, de leer der vredevorsten, mosaïsme, platonisme, oerchristendom, gnosis, islam, renaissance, gegrondvest op het onvergankelijk levensprincipe in alle verschijnende en verdwijnende vormen, veroudert deze leer nooit, maar verlicht het pad der menschheid door de eeuwen heen in steeds wisselende hernaming, om den weg te wijzen naar het meesterschap der gedachte, het bewustzijn van het eeuwigwerkende denken : Mazdaznan.
De leer wordt in het blad omschreven als een combinatie van bidden, ademen en zich voeden. Het in het blad afgedrukte gebed 'Herstel' (tot Zarathustra) diende volgens de beschrijving te worden uitgesproken als Tot herstel van organische gebreken van het lichaam, voortvloeiende uit gebrekkige werking der poriën, spreke men 'Herstel' op adem, 9 tot 45 keer herhalende, al naar elks karmischen staat. Om het grootste effect te bereiken, men deze formule negen keer in 9 opeenvolgende uitademingen moeten zeggen ; adem dan een of twee minuten gewoon en zeg het gebed acht keer in 8 opeenvolgende uitademingen, dan 7 maal, 6, 5, 4, 3, 2, en ten slotte eén maal, in 't geheel 45 keer, elke periode van spreken afwisselend met een korte tusschenpoos van gewoon ademen en grooter ontspanning. Aan het eind zal de werkzaamheid der poriën gewekt zijn, waarin wij één der krachtigste Middelen der natuur zien om ziektekiemen uit te stooten.
De Mazdaznan Tempel Gemeenschapbeweging opende in 1926 een hoofdkwartier aan de Stadhouderskade op de hoek met de Van Woustraat in Amsterdam.